# Болгарське національне телебачення
Болгарське національне телебачення, (БНТ) (болг. Българска национална телевизия) — державна телекомпанія Болгарії. 
Телекомпанія була заснована в 1959 році і 26 грудня розпочала свою трансляцію. Канал веде трансляцію із Софії. БНТ транслює 2 канали: БНТ1, що транслюється в Болгарії, та «ТВ България», що транслюється через сателіт. В період з 1974 — 2000, БНТ мав другий державний канал «Ефир 2», який в 2000 році був приватизований каналом bTV.

## Канали
- БНТ1 — перший національний телевізійний канал
- ТВ България — міжнародна версія каналу
- ТВ канал Пловдив — регіональний канал (РТВЦ Пловдив)
- ТВ канал Море — регіональний канал (РТВЦ Варна)
- ТВ канал Север — регіональний канал (РТВЦ Русе)
- ТВ канал Пирин — регіональний канал (РТВЦ Благоевград)